# Москвин, Виктор Аркадьевич
Виктор Аркадьевич Москви́н (1925—1981) — участник Великой Отечественной войны, разведчик 73-й гвардейской отдельной разведывательной роты 75-й гвардейской стрелковой дивизии 61-й армии 1-го Белорусского фронта, гвардии красноармеец, Герой Советского Союза (1945).

## Биография
Родился 10 февраля 1925 года в селе Краснотуранском (ныне Краснотуранский район Красноярского края). Образование начальное. Работал бакенщиком.
В марте 1942 года призван в Красную Армию, на фронтах Великой Отечественной войны с января 1943 года — разведчик 73-й гвардейской отдельной разведывательной роты 75-й гвардейской стрелковой дивизии.
«12 февраля 1945 года, выполняя задание, поставленное командованием дивизии, разведрота с боями овладела ж.д. станцией Калисс и городом Калисс.
Гвардии рядовой Москвин вдвоём с гвардии рядовым Самохиным по-пластунски подползли вплотную к вражескому пулемёту, ручными гранатами уничтожили прислугу, тем самым дав возможность внезапно и без потерь взводу ворваться в г. Калисс. В боях за овладение ж.д. станцией и городом, продвигаясь всё время первыми, действовали мужественно и смело». В. А. Москвин был награждён медалью «За отвагу».
Участвуя в Висло-Одерской операции, Москвин отличился при форсировании реки Одер. В наградном листе командир 73-й гвардейской отдельной разведывательной роты
гвардии капитан Шварев написал:

Тов. Москвин, выполняя поставленную задачу, в ночь на 17.4.45 года в числе первых форсировал реку Одер в районе дер. Ной-Глитцен, бойцы группой ворвались в первые траншеи противника, закрепились и сковывая действия противника своим огнём и действиями по расширению плацдарма, обеспечили переправу других подразделений. За сутки храбрецы отбили 8 контратак противника и нанесли ему большие потери. На поле боя было убито до 100 гитлеровцев. Москвин, будучи раненым, не покидал своего оружия и без промаха уничтожал противника.
По приходе на помощь наших подразделений, спас жизнь трём своим разведчикам — вынес с поля боя раненых и стал переправлять на восточный берег. При переправе от тяжёлых ранений потерял сознание и их лодку понесло течением. Отважных разведчиков подобрала другая часть и доставила в своё подразделение.
Указом Президиума Верховного Совета СССР от 31 мая 1945 года за мужество и героизм, проявленные при форсировании реки Одер, захвате и удержании плацдарма на её западном берегу гвардии красноармейцу Москвину Виктору Аркадьевичу присвоено звание Героя Советского Союза с вручением ордена Ленина и медали «Золотая Звезда».
После войны демобилизовался, жил в деревне Летник (Алтайский район Хакасии), работал в совхозе. В августе 1981 года умер. Похоронен в городе Абакан.

## Награды
- Медаль «Золотая Звезда» № 9056 Героя Советского Союза (31 мая 1945).
- Орден Ленина.
- Медаль «За отвагу».
- Медали.